# Typha orientalis
Typha orientalis C.Presl – gatunek rośliny należący do rodziny pałkowatych (Typhaceae). Występuje na rozległym obszarze we wschodniej Azji; na północy od Japonii, Korei, Rosji i Mongolii, poprzez Chiny, Tajwan, po Półwysep Indochiński, Filipiny i Indonezję; rośnie także na wyspach w zachodniej części Pacyfiku, w Australii, na Nowej Zelandii i wyspach Chatham. Rośnie nad brzegami wód stojących i wolno płynących rzek, na siedliskach żyznych na obszarach nizinnych.

## Morfologia
Pęd prosty, wzniesiony, tęgi, osiągający do 2–3 wysokości. Kłącze ma średnicę do 4 cm, okryte jest łuskowatymi liśćmi. Pochwy liściowe tworzą nibyłodygę o średnicy do 3 cm. Blaszki liściowe równowąskie, wypukłe odosiowo (od dołu), wzniesione. Mają szerokość do 9 mm i długość do 70 cm. Roślina jednopienna, rozdzielnopłciowa. Kwiatostan ma długość 30–50 cm, w górnej części kwiatostan męski jest krótszy i węższy od osiągającej 2,5 cm średnicy dolnej części z kwiatami żeńskimi. Obie części stykają się ze sobą lub są nieznacznie oddzielone. Pod kwiatostanem męskim, rzadko w jego obrębie znajdują się 1–3 odpadające szybko podsadki, pod kwiatostanem żeńskim – podsadka jest pojedyncza. Kolby są jasnobrązowe. Kwiaty męskie zawierają 3 pręciki (rzadko 2 lub 4), pylniki mają ok. 3 mm długości. Kwiaty żeńskie zawierają wrzecionowatą do lancetowatej zalążnię na szypułce o długości ok. 2,5 mm, słupek ma 1,2-2 mm długości; znamię łopatkowate o długości do 0,8 mm. Słupek otoczony jest włoskami o długości mu równej, wyrastającymi z szypułki. Owoc eliptyczny.

## Zastosowanie
Wszystkie części rośliny są jadalne. Gatunek używany jest także jako roślina lecznicza ze względu na działanie ściągające, moczopędne i uspokajające. Stosowany jest przy siniakach, biegunce i gorączce. Rośliny wykorzystywane są także jako źródło biomasy i włókien. Używane są do izolacji, pokrycia dachów, tkania. Ze względu na tolerowanie dużych stężeń ołowiu gatunek wykorzystywany jest także do fitoremediacji.